# Евгений (Решетников)
Митрополит Евге́ний (эст. Metropoliit Jevgeni, в миру Вале́рий Ге́рманович Реше́тников; 9 октября 1957, посёлок Маяковский, Есильский район, Акмолинская область, Казахская ССР) — епископ Русской православной церкви, митрополит Таллинский и всея Эстонии, предстоятель Эстонской православной церкви. Ректор Московской духовной академии и семинарии (1995—2018); с 1994 года и. о. председателя, а с 1998 года по 2018 год председатель учебного комитета РПЦ. С 1999 года член церковно-научного совета по изданию Православной энциклопедии. Член Совета по взаимодействию с религиозными объединениями при Президенте Российской Федерации (2004—2018). С 2012 года член общественной палаты Центрального федерального округа.
Тезоименитство — 7 (20) марта (память священномученика Евгения, в Херсонесе епископствовавшего).

## Биография

### Ранние годы
Родился 9 октября 1957 года в посёлке Маяковском Есильского района Акмолинской области Казахской ССР. Отроческие и юношеские годы провёл в Кирове. Рос в православной семье, в которой получил начальные знания о христианском вероучении.
По окончании восьми классов средней школы учился в Кировском строительном техникуме (1973—1977), где приобрёл специальность техника-строителя. В 1977—1979 годы проходил срочную службу в армии.
По увольнении в запас в 1979 году работал в епархиальном управлении, одновременно исполняя обязанности иподиакона епископа Кировского Хрисанфа (Чепиля).

### Учеба в МДА и священническое служение
В 1980 году поступил в Московскую духовную семинарию, которую окончил в 1983 году; продолжил богословское образование в Московской духовной академии (МДА). В студенческие годы исполнял обязанности иподиакона ректора Московских духовных школ епископа Дмитровского Александра (Тимофеева).
27 июля 1986 года в Троицком соборе Троице-Сергиевой лавры архимандритом Венедиктом (Князевым) был пострижен в монашество с именем Евгений в честь священномученика Евгения Херсонесского; 3 августа был рукоположён во иеродиакона, а 28 августа — во иеромонаха.
27 сентября 1986 года в Академии случился пожар, ставший причиной гибели пяти студентов; сгорел актовый зал, корпус студенческого общежития, значительно пострадало помещение академического Покровского храма. По собственным воспоминаниям: «мы все очень тяжело переживали эту потерю. Ребята были совсем молодыми, к тому же, на их месте мог оказаться любой из нас. Из-за пожара сильно пострадали помещения Академии: не работал пищеблок, сгорели актовый зал и общежитие, пострадал академический храм. Так что та зима для всей Академии прошла тяжело».
В 1987 году окончил МДА со степенью кандидата богословия, которой он был удостоен за диссертацию «Пастырство в Русской Церкви в X—XIII веках». 18 августа того года утверждён в должности преподавателя Московской духовной академии и семинарии. Кроме того на завершающем этапе восстановительных и строительных работ нес послушание помощника заместителя ректора академии по административно-хозяйственной работе архимандрита Димитрия (Капалина). По собственным воспоминаниям: «Нас, молодых иеромонахов, только что закончивших Академию, бросили на строительные работы. Не хватало опыта. <…> Мы напряжённо трудились, помогая восстановить здания, ведь в 1988 году в Лавре готовились проводить Поместный Собор. Так что весь следующий после пожара год шла грандиозная стройка. Конечно, не всё сделали качественно, потому что работали в спешке, но, тем не менее, к празднованию Тысячелетия Крещения Руси Академия была восстановлена».
1 января 1989 года назначен заместителем ректора по административно-хозяйственной работе, возведён в сан архимандрита; 16 ноября 1990 года назначен инспектором Московской духовной семинарии.
6 августа 1991 года указом патриарха Алексия II назначен ректором Ставропольской духовной семинарии. Укрепил материальную базу семинарии. Благодаря его настойчивости городские власти передали епархии и семинарии просторный архиерейский дом, примыкающий к кафедральному собору и семинарии, что благоприятно сказалось на условиях жизни семинаристов и на учебном процессе. Был членом редколлегии газеты «Православный вестник Ставрополья».

### Ректор МДА и председатель Учебного комитета
17—21 февраля 1994 года в МДА прошло ректорское совещание руководителей ДШ РПЦ под председательством Патриарха, на котором было принято обращение о назначении на пост председателя Учебного комитета епископа, «свободного от дел по епархиальному управлению и непосредственному руководству одной из духовных школ».
28 февраля 1994 года решением Священного синода назначен исполняющим обязанности председателя учебного комитета Русской православной церкви с освобождением от должности ректора Ставропольской духовной семинарии и рукоположением епископский сан с титулом «Верейский», викарий Московской епархии.
16 апреля 1994 года в московском Богоявленском соборе хиротонисан во епископа Верейского, викария Московской епархии. Хиротонию совершили: патриарх Алексий II, митрополит Крутицкий и Коломенский Ювеналий (Поярков), архиепископ Бакинский Валентин (Мищук), архиепископ Солнечногорский Сергий (Фомин), архиепископ Костромской и Галичский Александр (Могилёв), епископ Челябинский и Златоустовский Георгий (Грязнов), епископ Истринский Арсений (Епифанов), архиепископ Дмитровский Филарет (Карагодин), епископ Южно-Сахалинский и Курильский Аркадий (Афонин), епископ Новогрудский и Лидский Константин (Хомич).
22 февраля 1995 года Священный Синод образовал на базе Учебного комитета специальную рабочую группу под председательством епископа Верейского Евгения для разработки детальной концепции новой системы богословского образования.
18 июля 1995 года решением Священного синода назначен ректором Московской духовной академии и семинарии с сохранением должности и. о. председателя учебного комитета. Руководствуясь решениями Архиерейских Соборов Русской Православной Церкви, на каждом из которых он делал доклады, а также определениями Священного Синода и указаниями Патриарха, возглавил проведение реформы духовных школ, целью которой явилось преобразование духовных семинарий в полноценные высшие школы, а духовных академий — в специализированные школы для подготовки научно-богословских кадров и преподавателей духовно-учебных заведений. Процесс реформирования богословского образования был отработан в Московских духовных школах, опыт которых был затем был применён в других духовных учебных заведениях Русской православной церкви.
18 июля 1998 года Священным синодом утверждён в должности председателя Учебного комитета.
18 июля 1999 года решением Священного синода назначен заместителем председателя Синодальной богословской комиссии.
25 февраля 2000 года в Богоявленском соборе в Москве Патриархом Алексием II возведён в сан архиепископа.
С 2002 года — главный редактор журнала МДА «Богословский вестник».
Стал членом образованной 26 декабря 2003 года комиссии при Священном синоде по диалогу с РПЦЗ, которая подготовила Акт о каноническом общении, подписанный 17 мая 2007 года.
В феврале 2004 года распоряжением врезидента России Путина включён в состав Совета по взаимодействию с религиозными объединениями при Президенте Российской Федерации.
11 апреля 2004 года по представлению учёного совета Московской духовной академии резолюцией патриарха Алексия II удостоен звания профессора Московской духовной академии (преподаёт нравственное богословие).
10 декабря 2008 года решением Священного синода включён в состав комиссии по подготовке Поместного собора Русской православной церкви, прошедшего с 27 по 28 января 2009 года.
В 2012 году избран членом общественной палаты Центрального федерального округа.
1 февраля 2017 года решением Священного синода включён в состав организационного комитета по реализации программы общецерковных мероприятий к 100-летию начала эпохи гонений на Русскую православную церковь.

### Деятельность в Эстонии, отъезд из Эстонии
29 мая 2018 года собором Эстонской православной церкви Московского патриархата избран её предстоятелем.
3 июня 2018 года получил от патриарха Кирилла грамоту об утверждении своего избрания, был возведён в сан митрополита и удостоен права ношения второй панагии в пределах Эстонской церкви. 16—17 июня 2018 года в таллинском Александро-Невском кафедральном соборе совершил первые богослужения в качестве предстоятеля Эстонской православной церкви Московского патриархата. Приступил к изучению эстонского языка и получению вида на жительство в Эстонии.
24 сентября 2018 года распоряжением президента России Путина исключён из состава Совета по взаимодействию с религиозными объединениями при Президенте Российской Федерации.
С 8 декабря 2020 года член комиссии Межсоборного присутствия по богословию и богословскому образованию.
В октябре 2022 года письменно сообщил министру внутренних дел Эстонии Ляэнеметсу, что не разделяет отношение патриарха Кирилла к войне. Министр, по утверждению СМИ, остался удовлетворён ответом.
В январе 2023 года был вызван в Министерство внутренних дел Эстонии для объяснения своего участия в политической акции с НКО «Вместе за мир в Эстонии» (Koos Rahu Eest Eestis), в ходе которой предполагалось провести совместную молитву за мир 22 февраля на Тоомпеа в Таллине, однако мероприятие отменили, а Эстонская православная церковь заявила, что стала жертвой политической провокации.
24 августа 2023 года решением Священного Синода РПЦ выведен из состава Синодальной библейско-богословской комиссии.
В январе 2024 года власти Эстонии не продлили срочный вид на жительство. Опубликованное 18 января сообщение Департамента полиции и погранохраны Эстонии поясняло решение следующим образом: «<…> представители Министерства внутренних дел неоднократно проводили беседы с Решетниковым и объяснили ему, что следует прекратить оправдание военных действий России и кремлевского режима в публичной деятельности. Несмотря на сделанные ранее предупреждения, Решетников не изменил риторику, несоответствующую ценностям и неподходящую для правового поля Эстонии. Поэтому Решетников признан представляющим угрозу безопасности государства. При производстве по продлению вида на жительство были приняты во внимание деятельность Решетникова как представителя Московского Патриархата в Эстонии, его публичные выступления и высказывания, а также их влияние на внутреннюю безопасность страны. Свою оценку в этом дала также Полиция безопасности (KaПo). <…>». 18 января Совет церквей Эстонии запросил объяснений от Министерства внутренних дел по поводу решения не продлевать вид на жительство митрополиту Евгению. 22 января министр внутренних дел Эстонии Лаури Ляэнеметс сообщил, что митрополит Евгений, которому не продлили вид на жительство, как минимум последние полгода провел в основном в России и редко появлялся в Эстонии.
Совершил своё последнее перед отбытием из страны богослужение 4 февраля 2024 года, в ходе которого возглавил хиротонию Даниила (Леписка) во епископа Тартуского, викария Таллинской епархии. 6 февраля покинул страну, сообщив в своём обращении к местной пастве и духовенству: «В Эстонии остаются два викарных архиерея, которые по моему благословению могут осуществлять всю полноту полномочий предстоятеля нашей церкви. В свою очередь, я остаюсь на связи и продолжаю заботу о вверенной мне церкви, пусть даже и в дистанционном режиме».

## Публикации
статьи
- Доклад исполняющего обязанности Председателя Учебного комитета при Свящ. Синоде еп. Евгения Верейского // Архиерейский Собор РПЦ, 29 ноября — 2 декабря 1994 г.: Доклады. Документы. — М., 1995. — С. 101—115
- Слово на торжественном собрании профессорско-преподавательского состава и учащихся Московских Духовных школ 1 сентября 1996 года // Журнал Московской Патриархии. 1996. — № 12. — С. 38-40.
- Приветствие от Учебного комитета при Священном Синоде и МДА [юбил. конф. СПбДАиС. 25-26 дек. 1996 г.] // Христианское чтение. — М., 1997. — № 14. — С. 18-19.
- Проблемы, стоящие перед духовными школами: [Докл. на юбил. конф. СПбДАиС. 25-26 дек. 1996 г.] // Христианское чтение. — М., 1997. — № 14. — С. 42-46.
- Доклад на Архиерейском Соборе // Журнал Московской Патриархии. — 1997. — № 6. — С. 28-32.
  - Доклад // Архиерейский Собор РПЦ, 18-23 февраля 1997: Сборник документов. — М., 1997. — С. 131—138;
- Святитель Иннокентий и Троице-Сергиева Лавра // Журнал Московской Патриархии. 1997. — № 11. — С. 49-55.
- Взаимодействие Учебного комитета и Отдела религиозного образования и катехизации Московского Патриархата // Рождественские чтения, 6-е. — М., 1998. — С. 64-70.
- Образование и культура. К вопросу об историческом опыте // Сборник пленарных докладов VII Международных Рождественских образовательных чтений. — М. : Отдел религиозного образования и катехизации Русской Православной Церкви, 1999. — 288 с. — С. 87-94.
- Актуальные проблемы богословского образования: [Докл. на Богосл. конф. «Православное богословие на пороге третьего тысячелетия». Москва, 7-9 февр. 2000 г.] // Церковь и время. М., 2000. — № 2(11). — С. 222—236.
- Новая концепция учебной деятельности Русской Православной Церкви // Исторический вестник. М., 2000. — № 7 (11). — С. 65-73.
- Религия и наука: Путь к знанию // Сборник пленарных докладов VIII Международных Рождественских образовательных чтений. — М. : Отдел религиозного образования и катехизации Русской Православной Церкви, 2000. — 280 с. — С. 123—129.
- О состоянии и перспективах духовного образования: Доклад на Архиерейском соборе Русской православной церкви (Москва, 13-16 августа 2000 г.) // Вестник высшей школы. 2000. — № 8
- Некоторые проблемы истории и современного состояния образования в России // Журнал Московской Патриархии. 2000. — № 12. — С. 45-50.
- Возрождение классического образования // Сборник пленарных докладов IX Международных Рождественских образовательных чтений. — М. : Отдел религиозного образования и катехизации Русской Православной Церкви, 2001. — 304 с. — С. 104—110
- Доклад // Юбилейный Архиерейский Собор РПЦ, 13-16 августа 2000: Материалы. 2001. — С. 176—188, 234—246.
- Церковная российская система образования: концептуальные основы взаимоотношений // Сборник пленарных докладов Х Международных Рождественских образовательных чтений. — М.: Отдел религиозного образования и катехизации Русской Православной Церкви, 2002. — 352 с. — С. 74-88
- Вступительное слово // Практика тюремного служения: Материалы семинара, Московская Духовная Академия, 18 — 19 сентября 2001 года / Учебный Комитет Русской Православной Церкви, Московская духовная академия, Общество милосердия в тюрьмах «Вера, Надежда, Любовь» во имя Святителя Николая Чудотворца. — Сергиев Посад : [б. и.], 2002. — С. 3—5
- Вступительное слово [к № 3 БВ]. // Богословский вестник. — Серг. П., 2003. — №. 3. — С. 7-13.
- Интеграция богословского образования Русской Православной Церкви в систему российского образования // Сборник пленарных докладов ХI Международных Рождественских образовательных чтений / ред. архим. Иоанн (Экономцев), сост., ред. В. Л. Шленов, сост., ред. Л. Г. Петрушина. — М.: Отдел религиозного образования и катехизации Русской Православной Церкви, 2003. — 384 с. — С. 84—92.
- Богословское образование в России: история, современность, перспективы: юбилейный сборник. — М. : Учебный Комитет Русской Православной Церкви: Московская Духовная Академия, 2004. — 132 с. — ISBN 5-900249-39-5
- Академическая реформа: [Выступление на заседании Совета МДА 29 авг. 2003 г.]. // Богословский вестник. — Серг. П., 2004. — №. 4. — С. 343—353.
- Проповедь перед чином прощения: [Произнесена в Покровском академическом храме за вечерним богослужением 22 февраля 2004 г.]. // Богословский вестник. — Серг. П., 2004. — № 4. — С. 373—378.
- Венец единый: Единство идеала служения Св. Церкви в мученическом подвиге профессоров МДА сщмч. Илариона (Троицкого), мч. Иоанна Попова и свящ. Павла Флоренского // Встреча. 2005. — № 1 (19). — С. 25-30
- Актуальные проблемы богословского образования // Православное богословие на пороге третьего тысячелетия: материалы / Богословская конференция Русской Православной Церкви. Москва, 7 — 9 февраля 2000 г. — М.: Синодальная Богословская комиссия, 2005. — 462 с. — С. 186—198.
- Проповедь в день выпуска // Богословский вестник. 2005. — № 5-6 — С. 413—417
- Доклад // Освященный Архиерейский Собор Русской Православной Церкви, Храм Христа Спасителя, Троице-Сергиева Лавра, 3-8 октября 2004 года: материалы. — М., 2005.
- Проповедь в день выпуска: [12 июня 2005 г.]. // Богословский вестник. — Серг. П., 2006. — № 5/6. — С. 413—417.
- Таинство Покаяния: богословские аспекты // Православное учение о Церковных Таинствах: V Международная богословская конференция Русской православной церкви (Москва, 13-16 ноября 2007 г.). — Т. 3 : Брак. Покаяние. Елеосвящение. Таинства и тайнодействия. — М. : Синодальная библейско-богословская комиссия, 2009. — С. 167—176
- Труды святителя Иннокентия Московского по развитию духовного просвещения и образования в Русской Америке и на Дальнем Востоке // По стопам графа Н. Н. Муравьева-Амурского и святителя Иннокентия (Вениаминова) — возродим родной край: материалы научно-практической конференции. Хабаровск, 10 июня 2008 года. — Хабаровск : Хабаровская духовная семинария, 2009. — С. 163—177
- Академические юбилеи // Богословский вестник: юбилейный выпуск. 2010. — № 11-12. — С. 23—35
- Слово перед началом 2010/11 учебного года // Богословский вестник: юбилейный выпуск. 2010. — № 11-12 — С. 1007—1011.
- В поисках начала: к 70-летнему юбилею возрождения Московской духовной академии // Богословский вестник. 2013. — № 13 — С. 21-24.
- Доклад на торжественном акте, посвященном 200-летию перевода Московской духовной академии в Троице-Сергиеву Лавру // Гуманитарные науки в теологическом пространстве: Взаимодействие духовного и светского образования в России на примере Московской духовной академии с начала XIX в. по настоящее время : Сборник статей в честь 200-летнего юбилея пребывания Московской духовной академии в Троице-Сергиевой Лавре. — Сергиев Посад : Московская духовная академия и семинария, 2015. — С. 37-51
- Проповедь о монашеском призвании в современном мире // Богословский вестник. — Сергиев Посад: Московская духовная академия и семинария. — 2016. — № 20-21. — С. 363—367
- Русские подвижники на Афоне: нравственный пример // Русский Афон. Альманах. Вып. 2/2016. — М. : Институт Русского Афона, 2016. — С. 7-15
- Московская Духовная Академия в 1917—1918 учебном году: На пути к мученичеству // Богословский вестник. — Сергиев Посад : Московская духовная академия и семинария. 2017. — № 26-27. — С. 21-41
- Основные значения термина «богословие» (θεολογία) и их роль в высшем богословском образовании // Теология и образование: 2018: ежегодник Научно-образовательной теологической ассоциации / Общецерковная аспирантура и докторантура им. свв. Кирилла и Мефодия, Национальный исследовательский ядерный университет «МИФИ»; ред. митр. Иларион. — М. : Издательский дом «Познание», 2018. — С. 50-60

интервью
- Не надо думать, что реформа заключается в подписании бумаг // Встреча. 1998. — № 1 (7) — C. 2-4
- Образовательная деятельность Церкви не может быть чуждой обществу // Встреча. 2003. — № 1 (16). — С. 4-7;
- Проблемы высшего богословского образования в России. Интервью швейцарскому журналу «Glaube in der 2. Welt» («Вера во втором мире») // Богословский вестник. 2003. — № 3. — С. 224—236.
- Место религиозного образования в общенациональной образовательной системе России // Встреча. 2004. — № 1 (17). — С. 36-39;
- Академия у Троицы // Встреча. 2004. — № 2 (18). — С. 4-6;
- Интервью с архиепископом Верейскийм Евгением: «Монах пишет прошение только один раз» // Патриархия.Ru, 7 октября 2011
- Архиепископ Верейский Евгений: «Монах пишет прошение только один раз». (Продолжение) // Патриархия.Ru, 8 октября 2011
- Архиепископ Верейский Евгений: Присутствие на богослужении руководства МГУ во главе с ректором дает пример остальным вузам // Патриархия.Ru, 25 января 2012
- Архиепископ Верейский Евгений: Должность ректора постоянно учит чему-то новому // Патриархия.Ru, 10 февраля 2012
- Архиепископ Верейский Евгений: Самое памятное событие времен учёбы — это постриг // Татьянин день, 8 июня 2012
- Архиепископ Верейский Евгений: Создавать всегда сложнее, чем разрушать // Патриархия.Ru, 5 сентября 2012
- Митрополит Таллинский Евгений: Задача священника — понять, зачем человек зашел в храм // Патриархия.Ru, 4 марта 2019

## Награды

### Государственные
- Орден Почёта (14 мая 2016 года) — за большой вклад в развитие духовных и культурных связей[37]
- Орден Дружбы (9 января 2008 года) — за заслуги в развитии духовной культуры и укреплении дружбы между народами[38][39]
- Нагрудный знак МИД России «За взаимодействие» (2016 год) — за вклад в развитие российско-армянских межцерковных и духовных связей[40]

### Церковные
- Орден святого благоверного князя Даниила Московского II степени (2007)[41]
- Орден преподобного Сергия Радонежского II степени (2004)
- Орден святого равноапостольного великого князя Владимира III степени (1997)
- Медаль преподобного Сергия Радонежского II степени (1985)
- Орден святого Саввы III степени (Сербская православная церковь) (1994)
- Орден святителя Кирилла Туровского I степени (Белорусская православная церковь РПЦ, 2011 год)[42]
- Памятная панагия (2012)[43]
- Орден святителя Иннокентия II степени (2017)
- Орден святителя Алексия, митрополита Московского III степени (18 июля 2019 года) — во внимание к усердным архипастырским трудам и в связи с 25-летием архиерейской хиротонии[44]
- Орден равноапостольной Марии Магдалины II степени (2017 год, Польская православная церковь)[45]